# Luzillé
Luzillé település Franciaországban, Indre-et-Loire megyében. Lakosainak száma 983 fő (2022. január 1.). Luzillé Bléré, Civray-de-Touraine, Épeigné-les-Bois, Francueil, Genillé, Le Liège, Saint-Quentin-sur-Indrois és Sublaines községekkel határos.

## Népesség
A település népességének változása:
| Lakosok száma | 878  | 691  | 737  | 881  | 923  | 981  | 983  | 966  | 957  | 983  |
|               | 1968 | 1982 | 1990 | 2006 | 2013 | 2015 | 2017 | 2019 | 2020 | 2022 |